# 印前
印前是印刷和出版行业中的概念，指的是设计和最终印刷之间所发生的过程。印前过程包括制造印版、调整图像和文本以及创建高质量的打印文件。有時在打印前，客户會將電子檔（PDF、Scribus、Adobe InDesign、Adobe Illustrator等程序创建的应用文件）發送給印刷店，印刷店再將這些文件調整好後打印出來。

## 流程
以下流程曾一度被视为印前的一部分：
1. 排版
2. 文案编辑和審稿 [1] [2]
3. 标记
4. 印前打样
5. 校對
6. 筛选和调整照片等图像的色调
7. 拼版
8. 计算机到制版(CTP)，又稱图像转移到印版。制版机或CTP设备（直接制版机）使用激光将计算机文件中的图像刻录到印版上。印版由不同的材料制成，这取决于具體的需求。
9. 製作用于最终打印的高质量打印 (PDF) 文件。
10. 企劃、选纸，选择合适的纸张也是印前非常重要的一步。